# Bartosz Bielenia
Bartosz Bielenia (ur. 15 maja 1992 w Białymstoku) – polski aktor teatralny, filmowy i telewizyjny.

## Życiorys

### Wczesne lata
Urodził się i dorastał w Białymstoku. Został wychowany w wierze katolickiej i chciał zostać księdzem. W 1999 na deskach Teatru Dramatycznego w Białymstoku w wieku siedmiu lat zadebiutował jako tytułowy bohater w spektaklu Mały Książę autorstwa Antoine’a de Saint-Exupéry’ego. Występował w Młodzieżowym Domu Kultury w Białymstoku, najpierw w dziecięcym Teatrze Szóstka, a potem w Teatrze Klaps, gdzie swoje doświadczenie zdobywali także Adam Woronowicz, Katarzyna Herman i Rafał Rutkowski.
Ukończył VI Liceum Ogólnokształcące im. Króla Zygmunta Augusta w Białymstoku. Po wygranych konkursach recytatorskich podjął decyzję o zdawaniu do szkoły teatralnej. Studiował w PWST w Krakowie, którą ukończył w 2016. W czasie studiów brał udział stosowaniu przemocy wobec młodszych studentów, co sam później zadeklarował.

### Kariera
Już będąc na studiach, odgrywał swoje pierwsze teatralne role. W 2012 zagrał w sztuce Heinera Müllera Mauzer w reżyserii Theodorosa Therzopoulosa. W krakowskim Teatrze Bagatela wystąpił w roli Hipolita w Idiocie Fiodora Dostojewskiego (2013) w reż. Norberta Rakowskiego. W latach 2014–2017 był związany ze Starym Teatrem w Krakowie, gdzie grał Edmunda w Królu Learze Williama Shakespeare’a (2014) w reż. Jana Klaty, tytułowego duńskiego księcia w Hamlecie (2015) Szekspira w reż. Krzysztofa Garbaczewskiego, Saszę w Płatonowie Antoniego Czechowa (2015) w reż. Konstantina Bogomołowa, Podopiecznych Elfriede Jelinek (2016) w reż. Pawła Miśkiewicza, Wróżkę i Młodziutkiego Księcia w Kopciuszku Joëla Pommerata (2017) w reż. Anny Smolar, księdza w Weselu Stanisława Wyspiańskiego (2017) w reż. Jana Klaty oraz Wszystko zmyślone Anny Karasińskiej (2017).
W 2013 pojawił się w jednym z odcinków serialu Głęboka woda. W komediodramacie muzycznym Maćka Bochniaka Disco polo (2015) wystąpił w niewielkiej roli demonicznego kamerdynera, członka zespołu „Funny Gamer”. W dreszczowcu Wojciecha Kasperskiego Na granicy (2016) zagrał postać Janka. W dramacie Wojciecha Smarzowskiego Kler (2018) został obsadzony w roli lizusa. Przełomem w karierze stała się główna rola w filmie Boże Ciało (2019), za którą otrzymał Paszport "Polityki" w kategorii Film.
W styczniu 2018 roku dołączył do zespołu Nowego Teatru w Warszawie, gdzie wystąpił w Uczcie Platona (2018) w reż. Krzysztofa Garbaczewskiego.
Jest chórzystą w zespole Marcela Balińskiego Współgłosy, z którym w 2024 wydał płytę Współgłosy.

## Życie prywatne
Jego ciotka, Bernarda Bielenia, to aktorka i reżyserka związana z Białostockim Teatrem Lalek oraz wykładowca i dziekan Akademii Teatralnej im. Aleksandra Zelwerowicza w Warszawie i Wydziału Sztuki Lalkarskiej Akademii Teatralnej w Białymstoku. Jego siostrą przyrodnią jest Magdalena Koleśnik – również aktorka. Jest w związku z Sonją Orlewicz.
Okazywał wsparcie dla osób LGBT.

## Filmografia
- 2013 – Głęboka woda, odc. Bez miłości jako Patryk Domagała
- 2014 – Dzwony w sierpniu jako Kuba
- 2015 – The Time of a Young Man About To Kill
- 2015 – Disco polo jako członek zespołu Funny Gamer
- 2016 – Na granicy jako Janek
- 2018 – Kler jako lizus
- 2019 – Boże Ciało jako Daniel / ksiądz Tomasz
- 2019 – Ondyna
- 2019 – Ja teraz kłamię jako chłopak Yvonne
- 2020 – 25 lat niewinności. Sprawa Tomka Komendy jako Krzysiek Pyzior
- 2021 – Prime Time jako Sebastian
- 2023 – Kos jako Ignac Sikora

## Nagrody
- 2016: Międzynarodowy Festiwal Kina Niezależnego „Off Camera” w Krakowie – Wyróżnienie Specjalne dla aktora w Konkursie Polskich Filmów Fabularnych za film Na granicy[18]
- 2016: Koszaliński Festiwal Debiutów Filmowych „Młodzi i Film” – nagroda za odkrycie aktorskie za „wyjątkową obecność w filmie, bogate środki wyrazu. Za moc i wiarygodność” za film Na granicy[18]
- 2019: Nagroda im. Zbyszka Cybulskiego[19]
- 2019: Paszport "Polityki" w kategorii Film[20][21]